# Phymactis clematis
Phymactis clematis är en havsanemonart som först beskrevs av Drayton in Dana 1846.  Phymactis clematis ingår i släktet Phymactis och familjen Actiniidae. Inga underarter finns listade i Catalogue of Life.